# Выборы в Литве
Выборы в Литве делятся на национальные и муниципальные. На национальном уровне избираются глава государства — президент Литвы и депутаты парламента — Сейма Литовской Республики. На муниципальном уровне (в самоуправлениях) избирают депутатов муниципальных советов. Выборы представителей судебной власти в Литве в настоящий момент не практикуются.
В выборах в Литве участвуют многочисленные политические партии как самостоятельно, так и объединяясь в коалиции. По сложившейся практике, в том числе благодаря голосованию за партийные списки, ни одна партия в Литве не имеет возможности получить власть одна, в результате партиям приходится формировать коалиционное правительство.

## Выборы в муниципальные советы
В 1990 году впервые за много лет свободные муниципальные выборы были проведены по мажоритарной системе.
7 декабря 1994 года был принят закон о муниципальных выборах, по которому прошли выборы 1995 года. Согласно закону муниципальные советы выбирались по пропорциональной избирательной системе на два или три года. Выдвигать кандидатов имели право политические партии, политические и общественные организации. 23 октября 1996 года в закон о выборах муниципальных органов власти были внесены изменения. Согласно им общественные организации лишались права выдвигать своих кандидатов для участия в муниципальных выборах, депутатов стали избирать на три года по пропорциональной избирательной системе. Глава местного самоуправления и его заместитель избираются советом. 25 декабря 2002 года Сейм утвердил поправку к 119-й статье Конституции Литвы, согласно которой срок полномочий муниципальных советов был продлён с 3 лет до 4 лет.
Право избирать членов муниципальных советов имеют постоянные жители муниципалитета, которым в день выборов исполнилось 18 лет. Членом муниципального совета не может быть избран человек младше 20 лет, а также проходящий действительную военную или альтернативную службу.
Количество депутатов муниципального совета зависит от населения муниципалитета:
1. более чем 500 000 жителей — 51 депутат
2. от 300 000 до 500 000 жителей — 41 депутат
3. от 100 000 до 300 000 жителей — 31 депутат
4. от 50 000 до 100 000 человек — 27 депутатов
5. от 20 000 до 50 000 жителей — 25 депутатов
6. до 20 000 жителей — 21 депутат

Кандидатов в члены совета могут выдвигать партии или политические организации, а также коалиции, не позднее, чем за 65 дней до выборов. В списке кандидатов должно быть не менее 10 человек и не более чем в два раза больше, чем мест в муниципальном совете. Партия или политическая организация, участвующие в выборах, допускаются до распределении мандатов, только если за их список проголосовало не менее чем 4 % избирателей, принявших участие в голосовании, в то время как заградительный барьер для коалиций составляет не менее 6 % голосов избирателей.

## Парламентские выборы
Партии претендуют на 141 место в Сейме Литовской Республики. 71 депутат избирается по мажоритарной системе в одномандатных округах, 70 — по пропорционально-списочной системе с 5 % общенациональным заградительным барьером.
Члены Сейма избираются тайным голосованием сроком на четыре года в одномандатных или многомандатном избирательных округах на основе прямого и всеобщего избирательного права по смешанной системе.
Досрочные парламентские выборы могут быть объявлены как парламентом, так и президентом. Решение о проведении досрочных выборы Сейм должен принимать не менее чем 60 % голосов всех членов Сейма. Правительство Литвы может предложить распустить Сейм в случае если депутаты выразили недоверие правительству. Новые парламентские выборы должны быть проведены не позднее чем через 3 месяца после принятия решения о досрочных выборах.
Для проведения парламентских выборов Литва разделена на 71 избирательный округ, которые формируются в зависимости от численности населения и административно-территориального деления. Количество избирателей в каждом округе не должно быть меньше 80 % и больше 120 % от среднего количества избирателей во всех одномандатных округах. В общенациональном многомандатном округе голосуют все литовские граждане имеющие право голоса независимо от места жительства.
Выборы в одномандатных округах считается состоявшимися, если в них приняли участие более 40 % избирателей данного округа. Избранным объявляется кандидат за которого проголосовало более половины избирателей, принявших участие в голосовании. Если в округе баллотировалось более двух кандидатов и ни один из них не был избран членом парламента, то не позднее чем через две недели после опубликования результатов выборов проводится повторное голосование, в котором участвуют два кандидата получившие в первом туре наибольшее количество голосов. Победителем повторного голосования считается тот кандидат за которого было отдали свои голоса наибольшее количество избирателей. Если в округе баллотировались два кандидата и ни один из них не был избран, проводятся повторные выборы.
Выборы по общенациональному многомандатному округу считаются действительными, если в них участвовали более четверти всех избирателей. Участвовать в выборах по многомандатному округу могут политические партии и коалиции, сформировавшие списки кандидатов. В распределении мандатов по округу участвуют партии за список которых проголосовало не менее 5 % избирателей принявших участие в выборах и коалиции, за которые проголосовали не менее 7 % избирателей. В распределении мандатов могут также участвовать партии и коалиции не сумевшие преодолеть заградительный барьер, но только в том случае если за списки партий и коалиций преодолевших барьер было подано менее 60 % голосов избирателей. Кандидаты избранные по одномандатным избирательным округам не могут быть избраны по многомандатному округу

### Результаты выборов в Сейм
| Дата | Явка (%) | Партия занявшая первое место                       | Голоса  | Голоса (%) | Места    |
| 14—16 апреля 1920 года |          | Литовская христианско-демократическая партия       | 239 900 | 35,2       | 24 (112) |
| Правительство сформировал Христианско-демократический блок: Христианско-демократическая партия (24 мандата), Союз сельских хозяев (20) и Федерация труда Литвы (15). Всего — 59 мест из 112    |          |                                                    |         |            |          |
| 10 и 11 октября 1922 года |          | Литовская христианско-демократическая партия       | 138 912 | 17,1       | 15 (78)  |
| Правительство сформировал Христианско-демократический блок: Христианско-демократическая партия (15 мест), Союз сельских хозяев (12), Федерация труда Литвы (11). Всего — 38 мест из 78         |          |                                                    |         |            |          |
| 12 и 13 мая 1923 года |          | Литовский крестьянский народный союз               | 161 195 | 17,9       | 16 (78)  |
| Правительство сформировал Христианско-демократический блок: Христианско-демократическая партия (14 мест), Союз сельских хозяев (14), Федерация труда Литвы (12). Всего — 40 мест из 78.        |          |                                                    |         |            |          |
| 8 и 10 мая 1926 |          | Литовский крестьянский народный союз               | 225 797 | 22,2       | 22 (85)  |
| Правительство сформировали Крестьянский народный союз (22 места) и Социал-демократическая партия (15). Всего — 37 мест из 85                                                                   |          |                                                    |         |            |          |
| 10 июня 1936 года |          | Союз литовских националистов                       |         |            | 42 (49)  |
| Правительство сформировал Союз литовских националистов |          |                                                    |         |            |          |
| 14—15 июля 1940 года | 95       | Союз трудового народа Литвы                        |         | более 99   | 79 (79)  |
| Правительство сформировала Коммунистическая партия Литвы |          |                                                    |         |            |          |
| Февраль—март 1990 года | 71,72    | Саюдис                                             |         |            | 91 (135) |
| Правительство сформировал Саюдис |          |                                                    |         |            |          |
| 25 октября и 15 ноября 1992 | 75,29    | Демократическая партия труда Литвы                 | 817 332 | 43,98      | 73 (141) |
| Правительство сформировала Демократическая партия труда Литвы |          |                                                    |         |            |          |
| 20 октября и 10 ноября 1996 года | 52,92    | Союз Отечества — Литовские консерваторы            | 409 585 | 29,80      | 70 (141) |
| Правительство сформировали Союз Отечества и Христианско-демократическая партия. Всего — 86 мест из 141                                                                                         |          |                                                    |         |            |          |
| 8 октября 2000 года | 58,63    | Социал-демократический союз Альгирдаса Бразаускаса | 457 294 | 31,08      | 51 (141) |
| Правительство сформировали Литовский либеральный союз (33 места), Новый союз (28), Современный христианско-демократический союз (3) и Литовский центристский союз (2). Всего — 66 мест из 141. |          |                                                    |         |            |          |
| 10 и 24 октября 2004 года | 46,08    | Партия труда                                       | 340 035 | 28,44      | 39       |
| Правительство сформировали Партия труда (39 мест), Социал-демократическая партия (20), Новый союз (11) и Союз партий крестьян и новой демократии (10). Всего — 80 мест из 141                  |          |                                                    |         |            |          |
| 12 и 26 октября 2008 года | 48,59    | Союз Отечества — Литовские христианские демократы  | 243 823 | 19,72      | 45 (141) |
| Правительство сформировали Союз Отечества (45 мест), Партия национального возрождения (16), Либеральное движение (11) и Союз либералов и центра (8). Всего — 80 мест из 141.                   |          |                                                    |         |            |          |
| 14 и 28 октября 2012 года | 52,93    | Социал-демократическая партия Литвы                | 251 610 | 18,37      | 38 (141) |
| Правительство сформировали Социал-демократическая партия (38 мест), Партия труда (29), партия «Порядок и справедливость» (11) и Избирательная акция поляков Литвы (8). Всего — 86 мест из 141  |          |                                                    |         |            |          |
| 9 и 23 октября 2016 года | 50,55    | Союз крестьян и зелёных                            | 274 108 | 22,45      | 53 (141) |
| Правительство сформировали Союз зелёных и крестьян (54), Социал-демократическая партия (17) |          |                                                    |         |            |          |
| 11 и 25 октября 2020 года | 47,81    | Союз Отечества — Литовские христианские демократы  | 292 124 | 25,77      | 50 (141) |
| Правительство сформировали Союз Отечества (50 мест), Партия свободы (8) и Движение либералов (6)                                                                                               |          |                                                    |         |            |          |

1. ↑  Для двухтуровых выборов указана явка первого тура
2. ↑  В скобках указано общее количество депутатов Сейма на момент проведения выборов
3. ↑  В выборах участвовали только Союз литовских националистов (таутининки) и аффилированные с ним организации
4. ↑  Коалиция Коммунистической партии Литвы и её союзников
5. ↑  В выборах участвовал только Союз трудового народа Литвы
6. ↑  Коалиция Демократической партии труда, Социал-демократической партии, партии «Новая демократия» и Союза русских Литвы

## Президентские выборы
Президента Литвы избирают на пять лет тайным голосованием на основе всеобщего, равного и прямого избирательного права все граждане Литовской республики, которым в день выборов исполнилось не менее 18 лет. 
Не могут участвовать в выборах граждане признанные судом недееспособными. 
Какие-либо прямые или косвенные ограничения права граждан голосовать по полу, расе, национальности, языку, происхождению, социальному положению, вероисповеданию или убеждениям запрещены.
Президентом Литвы может быть избран литовский гражданин по рождению, проживавший в Литве по крайней мере последние три года, при условии, что до даты выборов он достигнет возраста не менее 40 лет, и если он может быть избран в качестве члена парламента. Никто не может избираться на пост президента более чем на два срока подряд.
Выдвигаться кандидатом в президенты можно как самостоятельно, так и при поддержке политических партий и организаций. Выдвижение кандидатов в президенты происходит не ранее, чем через 80 дней и не позднее, чем за 65 дней до дня выборов. Не менее чем за 30 дней до даты президентских выборов Центральная избирательная комиссия должна официально объявить список кандидатов в президенты.
Окончательные результаты выборов президента Центральная избирательная комиссия должна опубликовать не позднее чем через 5 дней после выборов.

### Результаты президентских выборов
Светло-зелёным цветом выделен решающий тур голосования.
| Кандидаты | Дата                          | Победитель           | Партия                             | Явка избирателей (%) | Явка избирателей (%) | Первый тур | Первый тур | Второй тур | Второй тур |
| Кандидаты | Дата                          | Победитель           | Партия                             | 1-й тур              | 2-й тур              | Всего      | %          | Всего      | %          |
| --------- | ----------------------------- | -------------------- | ---------------------------------- | -------------------- | -------------------- | ---------- | ---------- | ---------- | ---------- |
| 2         | 14 февраля 1993               | Альгирдас Бразаускас | Демократическая партия труда Литвы | 78,07                | —                    | 1 212 075  | 60,03      | —          | —          |
| 7         | 21 декабря 1997 4 января 1998 | Валдас Адамкус       | независимый кандидат               | 71,45                | 73,66                | 516 798    | 27,90      | 968 031    | 50,37      |
| 17        | 22 декабря 2002 5 января 2003 | Роландас Паксас      | Либерально-демократическая партия  | 53,92                | 52,65                | 284 559    | 19,66      | 777 769    | 54,71      |
| 5         | 13 и 27 июня 2004             | Валдас Адамкус       | независимый кандидат               | 48,40                | 52,46                | 387 837    | 31,14      | 723 891    | 52,65      |
| 7         | 17 мая 2009                   | Даля Грибаускайте    | независимый кандидат               | 51,76                | —                    | 950 407    | 69,09      | —          | —          |
| 7         | 11 и 25 мая 2014              | Даля Грибаускайте    | независимый кандидат               | 52,17                | 47,30                | 612 485    | 45,92      | 700 584    | 57,87      |
| 7         | 12 и 26 мая 2019              | Гитанас Науседа      | независимый кандидат               | 57,37                | 53,88                | 441 396    | 30,94      | 881 495    | 65,68      |
| 8         | 12 и 26 мая 2024              | Гитанас Науседа      | независимый кандидат               | 59,95                | 49,15                | 632 811    | 43,95      | 879 731    | 74,44      |

1. ↑  Количество кандидатов включённых в избирательный бюллетень